# Amphipoea virgata
Amphipoea virgata är en fjärilsart som beskrevs av Edward Alfred Cockayne 1951. Amphipoea virgata ingår i släktet Amphipoea och familjen nattflyn. Inga underarter finns listade i Catalogue of Life.